# Distretto di Magherafelt
Il distretto di Magherafelt era una delle suddivisioni amministrative dell'Irlanda del Nord, nel Regno Unito. Fu creato nel 1973. Appartieneva alla contea storica di Londonderry.
A partire dal 1º aprile 2015 il distretto di Magherafelt è stato unito a quelli di Cookstown e Dungannon e South Tyrone per costituire il distretto di Mid-Ulster.